# اريك سنكلير
اريك سنكلير (بالإنجليزية: Eric Sinclair)‏ (13 يناير 1954 في المملكة المتحدة - ) هو لاعب كرة قدم اسكتلندي في مركز الهجوم. لعب مع نادي دندي ونادي سانت ميرين ونادي أردريونيانز وKilsyth Rangers F.C. ‏ ولينليثغو روز ‏ ورابطة كرة القدم الاسكتلندية الحادية عشر ‏.